# Ельнинское городское поселение
Ельнинское городско́е поселе́ние — муниципальное образование в Ельнинском районе Смоленской области Российской Федерации.
Административный центр — город Ельня.
Граничит:
- - на юге — с Новоспасским сельским поселением
  - на западе — с Леонидовским сельским поселением
  - на северо-западе — с Рождественским сельским поселением
  - на северо-востоке — с Бобровичским сельским поселением
  - на востоке — с Пронинским сельским поселением
  - на юго-востоке — с Мутищенским сельским поселением.

Глава муниципального образования и председатель совета депутатов — Левченков Владимир Евгеньевич, глава администрации — Мищенков Николай Данилович.

## Население
| 2012   | 2013    | 2014  | 2015  | 2016  | 2017  | 2018  |
| ------ | ------- | ----- | ----- | ----- | ----- | ----- |
| 10 337 | ↘10 067 | ↘9859 | ↘9730 | ↘9592 | ↘9419 | ↘9209 |
| 2019   | 2020    | 2021  | 2024  |       |       |       |
| ↘9032  | ↘8938   | ↘8511 | ↘8076 |       |       |       |

## Населённые пункты
В состав городского поселения входят 11 населённых пунктов:
| №  | Населённый пункт | Тип     | Население |
| -- | ---------------- | ------- | --------- |
| 1  | Ельня            | город   | ↘7911     |
| 2  | Васильки         | деревня | 29        |
| 3  | Данино           | деревня | 102       |
| 4  | Мойтево          | деревня | 19        |
| 5  | Подгорное        | деревня | 40        |
| 6  | Прилепы          | деревня | 18        |
| 7  | Ромашково        | деревня | 0         |
| 8  | Ходыкино         | деревня | 24        |
| 9  | Холмы            | деревня | 1         |
| 10 | Шуярово          | деревня | 9         |
| 11 | Ярославль        | деревня | 86        |